# Daniel Rylander
Daniel Rylander är en svensk regissör och teaterchef. Sedan 2021 är han teaterchef på Dalateatern. 

## Biografi
Daniel Rylander växte upp i Karlstad. Han utbildades vid Statens Teaterskole (numera Den Danske Scenekunstskole(da)) i Köpenhamn 2004–2008. Åren 2009–2010 var han konstnärlig ledare för Teater Momentum vol 3.0 i Odense. Han var teaterchef på Byteatern Kalmar Länsteater 2013–2021. Sedan 2021 är han teaterchef på Dalateatern.   

## Regi (i urval)
| År   | Produktion                                      | Upphovsmän                                           | Teater                                    |
| ---- | ----------------------------------------------- | ---------------------------------------------------- | ----------------------------------------- |
| 2023 | Cabaret                                         | Fred Ebb och John Kander, med manus av Joe Masteroff | Dalateatern                               |
| 2021 | Jag springer                                    | Line Mørkeby                                         | Byteatern Kalmar Länsteater               |
| 2019 | Hamlet                                          | William Shakespeare                                  | Byteatern Kalmar Länsteater               |
| 2018 | Svärdfisken                                     | Damian Millar                                        | Byteatern Kalmar Länsteater / Riksteatern |
| 2017 | Dockteater kan de vau nå’t                      | Lars Sonnesjö                                        | Byteatern Kalmar Länsteater               |
| 2016 | En på miljonen                                  | Daniel Rylander och Rosemarie Holmström,             | Byteatern Kalmar Länsateater              |
| 2015 | Imorgon och imorgon och imorgon                 | Lucas Svensson                                       | Byteatern Kalmar Länsteater               |
| 2014 | Musical                                         | Line Mørkeby                                         | Byteatern Kalmar Länsteater               |
| 2012 | En midsommarnattsdröm                           | William Shakespeare                                  | Teater Halland                            |
| 2012 | Pippi Långstrump                                | Dramatisering av Jonna Nordenskiöld                  | Ålborg Teater                             |
| 2011 | Solens barn                                     | Maxim Gorkij                                         | skuespillerskolen, Århus Teater           |
| 2011 | Mannen med läderbollen                          | Ingegerd Monthan                                     | Teater Halland                            |
| 2010 | Valkyrien                                       | Line Mørkeby                                         | Teater Momentum, Odense                   |
| 2009 | Historien om hvordan man slår sin familie ihjel | fritt efter August Strindbergs Pelikanen             | Teater Momentum, Odense                   |
| 2008 | Körsbärsträdgården                              | Anton Tjechov                                        | Teaterhögskolan på Island (Lhi)           |
| 2008 | Core                                            | Line Mørkeby                                         | Østre Gasværksteatret, Köpenhamn          |